# Pseudoboodon boehmei
Pseudoboodon boehmei är en ormart som beskrevs av Rasmussen och Largen 1992. Pseudoboodon boehmei ingår i släktet Pseudoboodon och familjen snokar. Inga underarter finns listade i Catalogue of Life.
Denna orm förekommer i västra Etiopien. Arten lever på högplatå och i bergstrakter mellan 800 och 2150 meter över havet. Habitatet utgörs av fuktiga skogar och gräsmarker. Ibland besöks odlingsmark. Honor lägger ägg.
Beståndet hotas av skogarnas omvandling till jordbruksmark. Hela populationen antas vara stor. IUCN listar arten som livskraftig (LC).